# 功曹使者
功曹使者，道教中負責監察世人功過的神靈，另外也負責傳遞天上尊神的文書，有各種功曹神，如奏事功曹、值符功曹；分值年月日時者，稱為四值功曹。